# Westfield San Francisco Centre
Westfield San Francisco Centre is een winkelcentrum in het centrum van de Amerikaanse stad San Francisco. Het werd in 1988 als San Francisco Shopping Centre geopend. In 2006 werd het aangrenzende gebouw, ook bekend onder de naam Emporium (met de koepel) bij het winkelcentrum gevoegd. Het werd hiervoor geheel gerenoveerd waardoor alleen de oorspronkelijke façade nog intact is.
Het complex wordt beheerd door de Westfield Group en is mede-eigendom van Westfield and Forest City Enterprises. Belangrijke namen zijn Nordstrom en warenhuis Bloomingdale’s, en omvat tevens een Century Theatres-bioscoop en een deel van de San Francisco State University. Westfield heeft een directe verbinding met het Powell Street transitstation (BART) via een ondergrondse entree.

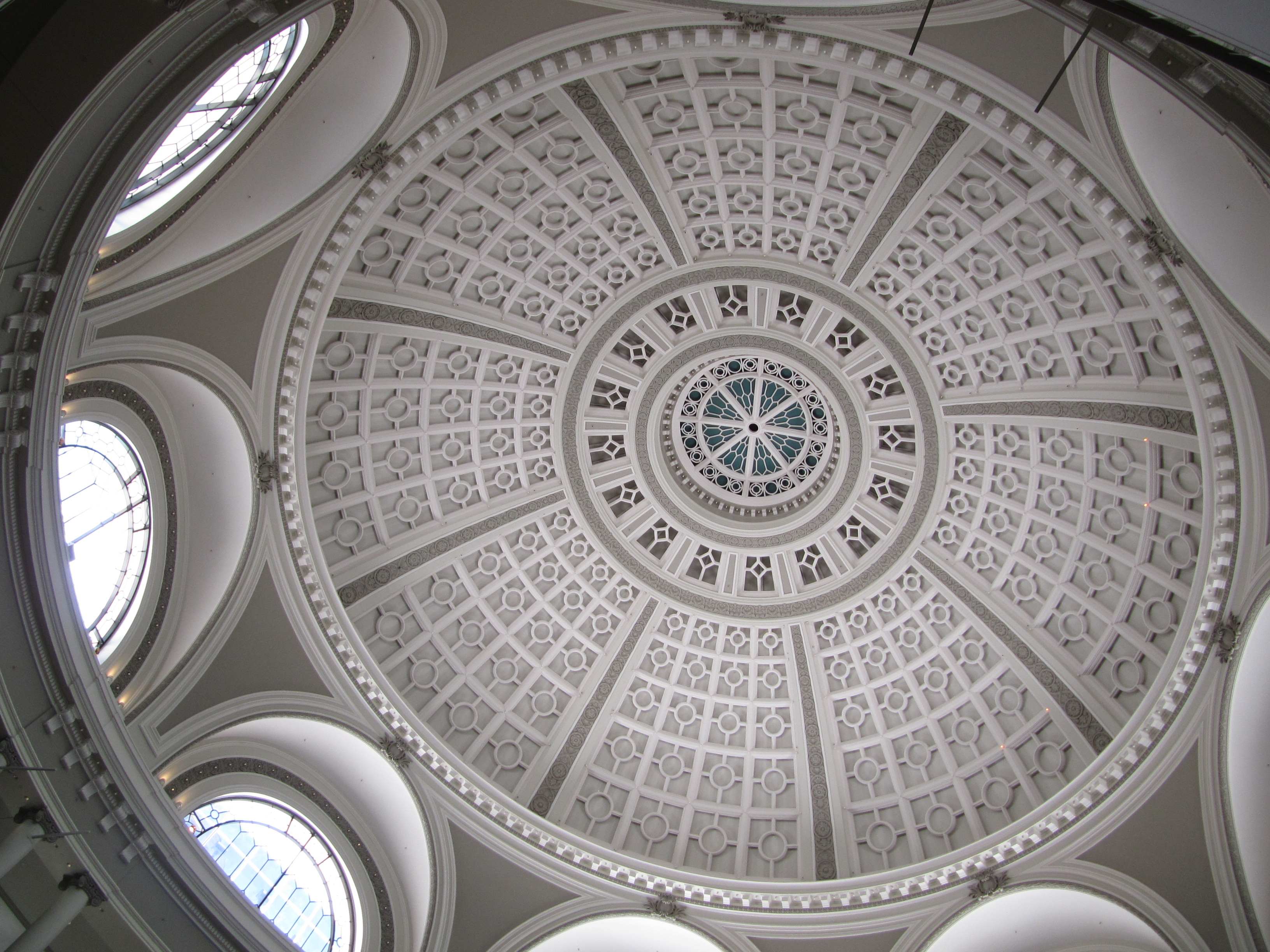
De nieuwe koepel
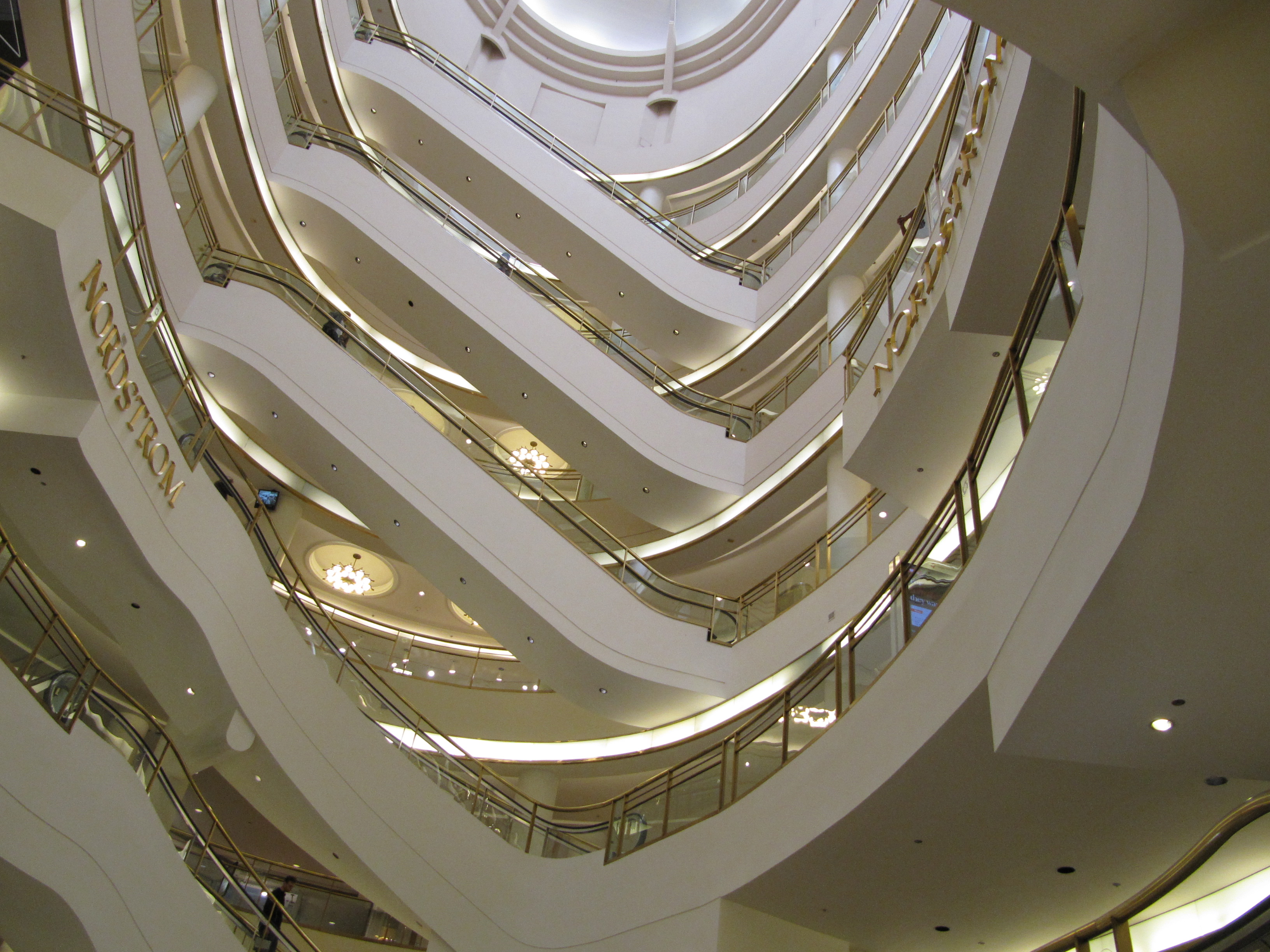
Hal